# جوان بورغس
جوان بورغس (بالإنجليزية: Joanne Burgess)‏ (23 سبتمبر 1979 بسيدني في أستراليا - ) هي لاعبة كرة قدم أسترالية في مركز الوسط. شاركت مع منتخب أستراليا لكرة القدم للسيدات. أما مع النوادي، فقد لعبت مع Brisbane Roar FC (women) ‏ وسيدني إف سي ‏.

## وصلات خارجية
- جوان بورغس على موقع الاتحاد الدولي (مؤرشف)  (الإنجليزية)
- جوان بورغس على موقع قاعدة بيانات كرة القدم.إي يو (الإنجليزية)
- جوان بورغس على موقع Soccerway.com (الإنجليزية)